# 富斯阿赫
富斯阿赫是奥地利福拉尔贝格州布雷根茨县的一个市镇。总面积11.89平方公里，总人口3726人，人口密度313.4人/平方公里（2012年）。